# Tenkrát ve Springfieldu
Tenkrát ve Springfieldu (v anglickém originále Once Upon a Time in Springfield) je 10. díl 21. řady (celkem 451.) amerického animovaného seriálu Simpsonovi. Scénář napsala Stephanie Gillisová a díl režíroval Matthew Nastuk. V USA měl premiéru dne 10. ledna 2010 na stanici Fox Broadcasting Company a v Česku byl poprvé vysílán 4. listopadu 2010 na stanici Prima Cool.

## Děj
Producenti TV show Šášu Krustyho informují, že u dívek zaznamenali pokles sledovanosti pořadu. Uvedli tak do děje novou postavu, princeznu Penelopku. Jakmile však vystoupí, přitáhne pouze ženské publikum. Brzy je studio Krustylu plné dívek (včetně Lízy) a veškeré suvenýry jsou nahrazeny za Penelopčiny. Bartovi se to nelíbí a stěžuje si, že „ženský musej všechny skvělý věci pokazit“. Bart po Krustym požaduje, aby udělal něco pro obnovení své show.
Krusty se řídí Bartovou radou a jde si promluvit s Penelopkou. Penelopka se svěřuje, že sledovala Krustyho od té doby, co byla mladá dívka, která vyrostla v Mineole na Long Islandu. Následně zjistí, že se vzájemně přitahují. Následující dva díly Krustyho show začínají milostnými písněmi, které vyvrcholily Krustyho žádost o ruku Penelopky, jež žádost přijímá. Ve svatební den se Bart a Milhouse pokoušejí překazit svatbu tím, že Penelopce představí bývalé manželky Krustyho, Holly Hippiezačku a Earthu Kitt (která se s Krustym rozvedla šest hodin po sňatku). Penelopka se chce stále vdát, ale Krusty usoudí, že pro Penelopku není dostatečně dobrý, a svatbu ruší. Penelopka se přestěhuje do Francie, Krusty přijede za ní a omluví se. Oba se plaví po Seině do noci.
Kvůli škrtům v rozpočtu pan Burns nebude zaměstnancům nabízet koblihy zdarma, což šokuje Homera, Lennyho a Carla. V hospodě U Vočka jim podnikový náborář Gator McCall nabízí práci v jaderné elektrárně hlavního města. Trojice souhlasí s prohlídkou, kde zjistí, že zde panují luxusní pracovní podmínky, včetně bezplatných masáží, suši a karikaturisty Garyho Larsona, který se vrátil z důchodu, aby nakreslil karikatury pro zaměstnance elektrárny. Nabídku přijímají.
Když si Homer, Lenny a Carl odnáší svůj osobní majetek z jaderné elektrárny Springfieldu, pan Burns se je snaží získat zpět. Po neúspěšném škemrání Burns nabízí ještě lepší koblihy, pokud se vrátí do zaměstnání v jeho elektrárně. Trojice poté nabídku přijme.

## Produkce
V epizodě se do seriálu vrátila Anne Hathawayová, která tentokrát namluvila princeznu Penelopku. Jackie Mason se vrátil jako hlas otce Šáši Krustyho, rabína Hymana Krustofského. Jedná se o jedno z posledních televizních vystoupení Earthy Kittové, která posmrtně hostovala v roli sebe sama, jakožto Krustyho bývalé manželky. Hathawayová uvedla, že na Simpsonových vyrůstala se svými bratry, a řekla, že „mi to přirostlo k srdci… na střední škole, na vysoké, po škole, po všem. Vždycky se zastavím, kdykoli to dávají.“

## Kulturní odkazy
Úvodní tabulový gag odkazuje na fenomén roku 2012, kdy měl 21. prosince 2012 nastat konec světa. Homer, Lenny a Carl se dostanou ke komiksu z komiksové série The Far Side, který obsahuje lva a rentgen.

## Přijetí
V původním americkém vysílání díl získal rating Nielsenu 6,8 v demografické skupině diváků ve věku 18–49 let. Celkově díl sledovalo 21,07 milionu diváků a díl získal rating 8,8/22 (ve skupině 18–49). Vyšší než obvyklá sledovanost byla důsledkem toho, že epizoda následovala po play-off Národní fotbalové ligy. Jednalo se o nejsledovanější epizodu pořadu od dílu 16. řady Homerův a Nedův poslední výkop, jenž byl odvysílán po Super Bowlu XXXIX. Epizoda se umístila na 8. místě ve sledovanosti a stala se druhým nejsledovanějším pořadem na stanici Fox a nejlépe hodnoceným scénářem na stanici Fox. Epizoda se také umístila na 5. místě v ratingu diváků ve věku 18–49 let a stala se nejlépe hodnoceným skriptovým pořadem týdne se sledovaností 9,084 milionu diváků a ratingem 6,9.
Epizoda získala pozitivní hodnocení od kritiků. 
Robert Canning z IGN napsal, že „možná nevydává jednu klasiku za druhou, ale Simpsonovi stále dokáží přinést chytrou a solidní zábavu“ a ohodnotil díl známkou 8 z 10.
Emily VanDerWerffová z The A.V. Clubu sice napsala, že zápletka je „něco, co už seriál dělal mnohokrát“, ale uvedla, že epizoda byla „zábavná (…) s pěknou dávkou srdce“, a udělila dílu hodnocení B.
Jason Hughes z TV Squad pochválil výkon Hathawayové, ale uvedl, že byl „trochu zklamán“, protože výroční epizoda se nezaměřila na rodinu Simpsonových.
Tom Maurstad z The Dallas Morning News ohodnotil epizodu kladně, když napsal: „Dnešní 450. epizoda Tenkrát ve Springfieldu je solidní. Možná to není epizoda na věky, ale je plná citovatelných hlášek a nenuceně vtipných momentů.“.
TV Fanatic uvedl: „No, ve srovnání s jakoukoli jinou epizodou, byl díl Tenkrát ve Springfieldu fantastický výlet Simpsonových.“. TV Fanatic epizodě udělil hodnocení A a označil ji za „výborný díl, i když jeho nedostatky mi nedovolí dát mu udělit A+. Nicméně ode mě má solidní A.“
Epizoda byla v roce 2010 nominována na cenu Primetime Emmy za vynikající animovaný pořad a Anne Hathawayová byla také nominována na vynikající hlasový výkon za roli princezny Penelopky, která soupeřila s členy štábu Simpsonových Danem Castellanetou za Čtvrtky s Abiem a Hankem Azariou za Dopis od Vočka. Přestože epizoda nezvítězila, 21. srpna 2010 bylo oznámeno, že Hathawayová cenu získala.